# فرودگاه پلتسویل
فرودگاه پلتسویل (به انگلیسی: Plattsville (Lubitz Flying Field) Aerodrome) یک فرودگاه همگانی است که یک باند فرود چمن دارد و طول باند آن ۶۰۴ متر است. این فرودگاه در کشور کانادا قرار دارد و در ارتفاع ۲۹۹ متری از سطح دریا واقع شده است.